# Yantai, Chongqing
Yantai (kinesiska: 砚台) är en köping i sydvästra Kina. Den ligger i Dianjiang härad i storstadsområdet Chongqing,  omkring 97 kilometer nordost om det centrala stadsdistriktet Yuzhong. Antalet invånare är 29 695. Befolkningen består av 14 634 kvinnor och 15 061 män. Barn under 15 år utgör 22,0 %, vuxna 15-64 år 63 %, och äldre över 65 år 13,0 %.